# Pfarrkirche Steinbach am Attersee

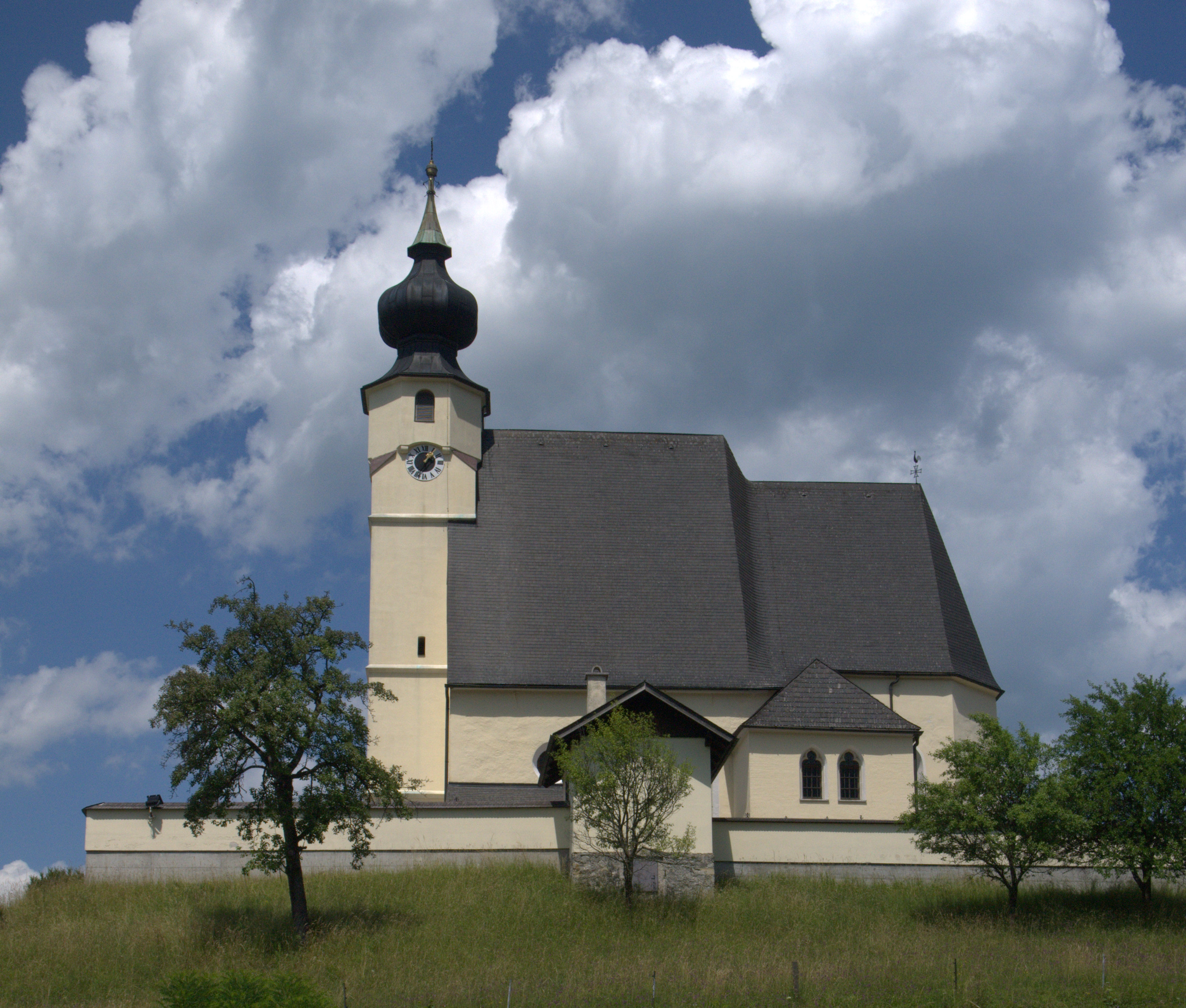
Pfarrkirche Steinbach am Attersee, 2013

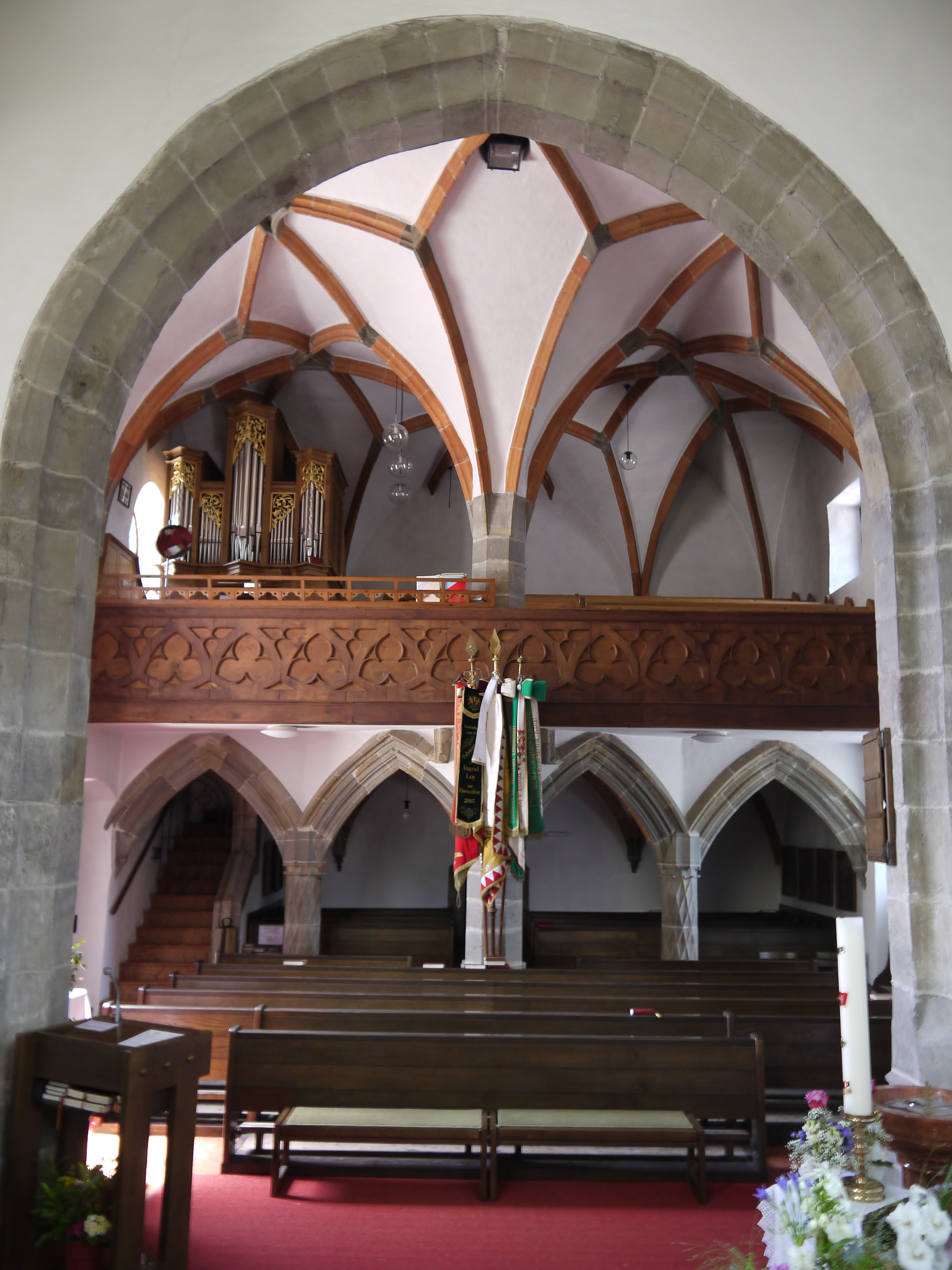
Blick zur Empore

Die römisch-katholische Pfarrkirche Steinbach am Attersee steht auf einem Hügel in der Gemeinde Steinbach am Attersee im Bezirk Vöcklabruck in Oberösterreich. Sie ist dem heiligen Andreas geweiht und gehört zum Seelsorgeraum Schörfling im Dekanat Schörfling. Die Kirche steht unter Denkmalschutz.

## Geschichte
Mitte des 19. Jahrhunderts fand man bei Grabungen auf dem Friedhof rund um die Kirche Statuetten heidnischer Gottheiten. Dies deutet darauf hin, dass bereits Kelten und Römer an diesem Platz ansässig waren. Eine Legende berichtet von einer Warmwasserquelle nahe der Kirche und von Höhlen im Kirchenhügel. Daher liegt die Nutzung als heidnischer Kultplatz nahe. Eine christliche Kirche an dieser Stelle gilt für das Jahr 760 als bezeugt. Die erste urkundliche Erwähnung stammt aus dem Jahr 1276. Die Bauzeit des heutigen Gotteshauses ist nicht gesichert, jedoch wird die Entstehung des Turmes mit etwa 1410 angenommen. Der ungefähr 100 Jahre jüngere spätgotische Kirchenbau aus dem Jahr 1516 entstand unter der Bauhütte Stefan Wultinger aus Wilding bei Vöcklamarkt.

## Kirchenbau
Der Sakralbau ist eine spätgotische Hallenkirche mit einem zentralen Pfeiler Das gewölbw ist ein Sterngewölbe ohne eindeutige Jochgrenzen. Der eingezogene Chor mit Netzrippengewölbe ist einjochig und durch einen 5/8-Schluss geschlossen.
Die Westempore ist vierachsig und durch zwei eckige Vorbuchtungen zweimal gebrochen. Sie lagert auf Netzrippengewölbe mit Spitzbögen und Säulen mit Rautenmuster.
Im Westen schließt der Kirchturm an das Langschiff an. Der im unteren Teil quadratische Turm geht im oberen Teil in eine achteckige Glockenstube über und wird von einem barocken Zwiebelhelm gekrönt.
In der südlichen Langhauswand ist ein spätgotisches Portal mit Vorhalle eingelassen.
Die Glasfenster stammen aus dem Jahr 1516. Das südliche Langhausfenster trägt das Wappen des Salzburger Erzbischofs Matthäus Lang von Wellenburg.

## Ausstattung
Die Einrichtung ist im neugotischen Stil gehalten. Der Hochaltar aus Holz ist im oberen Teil mit Heiligenstatuen versehen.
Seit 1985 ist in der Pfarrkirche die „Steinbacher Binder-Krippe“ aufgestellt, die 1965 vom Bildhauer Franz Binder geschaffen wurde.

## Orgel
Im Jahre 1922 bekam die Kirche eine neue Orgel, da die alte Orgel aus dem Jahre 1649 nicht mehr betriebsfähig war. Diese Orgel wurde im Jahre 1980 wiederum durch eine elektronische ersetzt. Seit April 2002 erklingt an Stelle dieses Provisoriums eine durch den Linzer Bischof Maximilian Aichern eingeweihte Pfeifenorgel.